# Giovanni Pasquale
Giovanni Pasquale (Venaria Reale, 5 gennaio 1982) è un allenatore di calcio ed ex calciatore italiano, di ruolo difensore, presidente e tecnico del Venaria.

## Biografia
Fratello minore di Domenico e Saverio Pasquale, vive a Venaria Reale (in provincia di Torino) con la moglie Daniela Costanza.

## Caratteristiche tecniche
Ispiratosi a Roberto Carlos per sua stessa ammissione, era un laterale difensivo: considerato un prospetto in giovane età, risentì di limiti tecnici e dell'insufficiente grinta agonistica.

## Carriera

### Club
Muovendo i primi passi da calciatore nel reparto giovanile della Juventus, si trasferì poi all'Inter vincendovi con la Primavera un Torneo di Viareggio e un Campionato di categoria. Nell'estate 2002 fu aggregato, ancora ventenne, alla prima squadra da Héctor Cúper: esordiente in Serie A il 6 ottobre 2002 nella vittoria esterna di Piacenza, raccolse apparizioni anche in Champions League.
Ceduto al Siena nel gennaio 2005, difese poi i colori di Parma e Livorno raggiungendo in maglia labronica — durante l'incontro con la Roma del 19 aprile 2008 — la centesima presenza nel massimo campionato. Tesserato dall'Udinese per la stagione seguente, il 1º marzo 2009 segnò il primo gol in A contribuendo al successo casalingo contro il Lecce: realizzò invece l'unica rete nelle coppe europee il 4 ottobre 2012, permettendo ai friulani di espugnare il campo del Liverpool.
Trascorsa l'annata 2013-14 in prestito al Torino, fece poi rientro in bianconero chiudendovi l'esperienza professionistica al termine del campionato 2015-16. L'ultimo atto della sua carriera si consumò invece con il Venaria Reale — società dilettantistica militante nella Promozione piemontese — svolgendovi un doppio ruolo tra campo e panchina: i Cervotti conobbero la retrocessione in Prima Categoria ai play-out nel maggio 2018.
Allenatore Venaria
Dopo una parentesi con i giovanissimi del Venaria Reale, dal 2017 guida la prima squadra del club piemontese.

### Nazionale
Presente in 5 gare dell'Under-21 azzurra tra il 2002 e 2004, non ha mai esordito con la Nazionale maggiore pur ricevendo la convocazione di Trapattoni per l'amichevole con la Svizzera del 30 aprile 2003.

## Dopo il ritiro
Assunto l'incarico di allenatore del Venaria Reale dalla stagione 2018-19, nel biennio a venire conduce i piemontesi ad un doppio salto partendo dalla Prima Categoria e raggiungendo l'Eccellenza nel 2020.
In ragione di tale risultato, viene confermato alla guida anche per il torneo 2021-22.
nel 2024 diviene Presidente del club Venariese sua squadra d’origine e città di nascita alla quale è da sempre affezionato

## Statistiche

### Presenze e reti nei club
| Stagione        | Squadra         | Campionato      | Campionato | Campionato | Coppe nazionali | Coppe nazionali | Coppe nazionali | Coppe europee | Coppe europee | Coppe europee | Altre coppe | Altre coppe | Altre coppe | Totale | Totale |
| Stagione        | Squadra         | Comp            | Pres       | Reti       | Comp            | Pres            | Reti            | Comp          | Pres          | Reti          | Comp        | Pres        | Reti        | Pres   | Reti   |
| --------------- | --------------- | --------------- | ---------- | ---------- | --------------- | --------------- | --------------- | ------------- | ------------- | ------------- | ----------- | ----------- | ----------- | ------ | ------ |
| 2002-2003       | Inter           | A               | 18         | 0          | CI              | 1               | 0               | UCL           | 11            | 0             | -           | -           | -           | 30     | 0      |
| 2003-2004       | Inter           | A               | 14         | 0          | CI              | 3               | 0               | UCL+CU        | 2+2           | 0             | -           | -           | -           | 21     | 0      |
| 2004-gen. 2005  | Inter           | A               | 4          | 0          | CI              | 0               | 0               | UCL           | 2             | 0             | -           | -           | -           | 6      | 0      |
| Totale Inter    | Totale Inter    | Totale Inter    | 36         | 0          |                 | 4               | 0               |               | 17            | 0             |             |             |             | 57     | 0      |
| gen.-giu. 2005  | Siena           | A               | 14         | 0          | CI              | 0               | 0               | -             | -             | -             | -           | -           | -           | 14     | 0      |
| 2005-2006       | Parma           | A               | 22         | 0          | CI              | 3               | 0               | -             | -             | -             | -           | -           | -           | 25     | 0      |
| 2006-2007       | Livorno         | A               | 32         | 0          | CI              | 0               | 0               | CU            | 6             | 0             | -           | -           | -           | 38     | 0      |
| 2007-2008       | Livorno         | A               | 35         | 0          | CI              | 1               | 0               | -             | -             | -             | -           | -           | -           | 36     | 0      |
| Totale Livorno  | Totale Livorno  | Totale Livorno  | 67         | 0          |                 | 1               | 0               |               | 6             | 0             |             |             |             | 74     | 0      |
| 2008-2009       | Udinese         | A               | 28         | 3          | CI              | 2               | 0               | CU            | 10            | 0             | -           | -           | -           | 40     | 3      |
| 2009-2010       | Udinese         | A               | 22         | 0          | CI              | 3               | 0               | -             | -             | -             | -           | -           | -           | 25     | 0      |
| 2010-2011       | Udinese         | A               | 17         | 0          | CI              | 2               | 0               | -             | -             | -             | -           | -           | -           | 19     | 0      |
| 2011-2012       | Udinese         | A               | 21         | 0          | CI              | 1               | 0               | UCL+UEL       | 2+4           | 0             | -           | -           | -           | 28     | 0      |
| 2012-2013       | Udinese         | A               | 18         | 1          | CI              | 0               | 0               | UCL+UEL       | 2+3           | 0+1           | -           | -           | -           | 23     | 2      |
| giu-lug. 2013   | Udinese         | A               | 1          | 0          | CI              | 0               | 0               | UEL           | 0             | 0             | -           | -           | -           | 1      | 0      |
| Totale Udinese  | Totale Udinese  | Totale Udinese  | 134        | 4          |                 | 12              | 0               |               | 21            | 1             |             |             |             | 167    | 5      |
| ago. 2013-2014  | Torino          | A               | 12         | 0          | CI              | 0               | 0               | -             | -             | -             | -           | -           | -           | 12     | 0      |
| 2014-2015       | Udinese         | A               | 21         | 0          | CI              | 2               | 0               | -             | -             | -             | -           | -           | -           | 23     | 0      |
| 2015-2016       | Udinese         | A               | 6          | 0          | CI              | 2               | 0               | -             | -             | -             | -           | -           | -           | 8      | 0      |
| Totale Udinese  | Totale Udinese  | Totale Udinese  | 134        | 4          |                 | 12              | 0               |               | 21            | 1             |             |             |             | 167    | 5      |
| Totale carriera | Totale carriera | Totale carriera | 285        | 4          |                 | 20              | 0               |               | 44            | 1             |             |             |             | 348    | 5      |

### Cronologia presenze e reti in nazionale
| Cronologia completa delle presenze e delle reti in nazionale ― Italia under 21 | Cronologia completa delle presenze e delle reti in nazionale ― Italia under 21 | Cronologia completa delle presenze e delle reti in nazionale ― Italia under 21 | Cronologia completa delle presenze e delle reti in nazionale ― Italia under 21 | Cronologia completa delle presenze e delle reti in nazionale ― Italia under 21 | Cronologia completa delle presenze e delle reti in nazionale ― Italia under 21 | Cronologia completa delle presenze e delle reti in nazionale ― Italia under 21 | Cronologia completa delle presenze e delle reti in nazionale ― Italia under 21 |
| Data                                                                           | Città                                                                          | In casa                                                                        | Risultato                                                                      | Ospiti                                                                         | Competizione                                                                   | Reti                                                                           | Note                                                                           |
| ------------------------------------------------------------------------------ | ------------------------------------------------------------------------------ | ------------------------------------------------------------------------------ | ------------------------------------------------------------------------------ | ------------------------------------------------------------------------------ | ------------------------------------------------------------------------------ | ------------------------------------------------------------------------------ | ------------------------------------------------------------------------------ |
| 20-8-2002                                                                      | Grosseto                                                                       | Italia under 21                                                                | 0 – 2                                                                          | Germania under 21                                                              | Amichevole                                                                     | -                                                                              | 54’                                                                            |
| 19-11-2002                                                                     | Giulianova                                                                     | Italia under 21                                                                | 0 – 3                                                                          | Turchia under 21                                                               | Amichevole                                                                     | -                                                                              |                                                                                |
| 29-4-2003                                                                      | Neuchâtel                                                                      | Svizzera under 21                                                              | 2 – 1                                                                          | Italia under 21                                                                | Amichevole                                                                     | -                                                                              | 46’                                                                            |
| 19-8-2003                                                                      | Wolfbserg                                                                      | Austria under 21                                                               | 0 – 1                                                                          | Italia under 21                                                                | Amichevole                                                                     | -                                                                              | 55’                                                                            |
| 17-2-2004                                                                      | Atene                                                                          | Grecia under 21                                                                | 1 – 1                                                                          | Italia under 21                                                                | Amichevole                                                                     | -                                                                              | 56’                                                                            |
| Totale                                                                         |                                                                                | Presenze                                                                       | 5                                                                              |                                                                                | Reti                                                                           | 0                                                                              |                                                                                |

## Palmarès

### Club

#### Competizioni giovanili
- Torneo di Viareggio: 1

Inter: 2002
- Campionato Primavera: 1

Inter: 2001-2002